# فهرست نویسندگان سده نوزدهم میلادی فرانسه

## سال‌های ۱۸۰۰ تا ۱۸۰۹ میلادی
- کلود تیلیه، (۱۸۴۴–۱۸۰۱)، رمان‌نویس
- ویکتور هوگو (۱۸۸۵–۱۸۰۲)
- الکساندر دوما (۱۸۷۰–۱۸۰۲)
- پروسپه مریمه، (۱۸۷۰–۱۸۰۳)، نویسنده، مورخ و باستان‌شناس
- ادگار کینه، (۱۸۷۵–۱۸۰۳)، نویسنده و مورخ
- شارل آگوستن سنت بوو، (۱۸۶۹–۱۸۰۴)، نویسنده، شاعر و منتقد ادبی
- ژرژ ساند (۱۸۷۶–۱۸۰۴)
- اوژن سو، (۱۸۵۷–۱۸۰۴)، نویسنده
- الکسی دو توکویل (۱۸۵۹–۱۸۰۵)
- آگوست آنسیه بورژوا، (۱۸۷۱–۱۸۰۶)، نمایش‌نامه نویس
- شارل لسیی، (۱۸۴۳–۱۸۰۶)، شاعر و رمان‌نویس
- دزیره نیسار، (۱۸۸۸–۱۸۰۶)، سیاستمدار و منتقد ادبی
- امیل سووستر، (۱۸۵۴–۱۸۰۶)، نویسنده و معلم
- الوی‌زیو برتران، (۱۸۴۱–۱۸۰۷)، شاعر، نمایش‌نامه نویس و روزنامه‌نگار
- ژرار دو نروال، (۱۸۵۵–۱۸۰۸)، شاعر، نمایش‌نامه نویس و رمان‌نویس
- ژول امه‌ده باربی دورو وه‌ای، (۱۸۸۹–۱۸۰۸)، رمان‌نویس، مقاله‌نویس، منتقد ادبی و روزنامه‌نگار
- پیر ژوزف پرودون (۱۸۶۵–۱۸۰۹)
- پترو بورل، (۱۸۵۹–۱۸۰۹)، نویسنده، شاعر و مترجم
- خاوییر فورنوره، (۱۸۸۴–۱۸۰۹)، نویسنده و شاعر

## سال ۱۸۱۰ تا ۱۸۱۹ میلادی
- اژه‌سیپ مورو، (۱۸۳۸–۱۸۱۰)، شاعر و روزنامه‌نگار
- موریس دو گوئرن، (۱۸۳۹–۱۸۱۰)، نویسنده و شاعر
- آلفرد دو موسه (۱۸۵۷–۱۸۱۰)
- ژورف بوشاردی، (۱۸۷۰–۱۸۱۰)، نمایش‌نامه نویس
- تئوفیل گوتیه، (۱۸۷۲–۱۸۱۱)، نویسنده، شاعر، نقاش و منتقد هنری
- فیلوته اونه‌دی، (۱۸۷۵–۱۸۱۱)، شاعر، رمان‌نویس و منتقد تئاتر
- آدولف دانری، (۱۸۸۹–۱۸۱۱)، نمایش‌نامه نویس و رمان‌نویس
- ویکتور دوروی، (۱۸۹۴–۱۸۱۱)، مورخ و سیاستمدار
- ویکتور دو لاپراد، (۱۸۸۳–۱۸۱۲)، نویسنده، سیاستمدار و شاعر
- لوئیز ویکتورین اکرمان، (۱۸۹۰–۱۸۱۳)، شاعر
- الفونس اسکیرو، (۱۸۷۶–۱۸۱۴)، نویسنده و سیاستمدار
- الی برته، (۱۸۹۱–۱۸۱۵)، نویسنده و رمان‌نویس
- اوژن لبیش، (۱۸۸۸–۱۸۱۵)، نمایش‌نامه نویس و روزنامه‌نگار
- آرتور دو گوبینو (۱۸۸۲–۱۸۱۶)
- پول فه‌ول، (۱۸۸۷–۱۸۱۷)، رمان‌نویس
- پییر زاکون، (۱۸۹۵–۱۸۱۷)، رمان‌نویس
- لوکونت دو لیل، (۱۸۹۴–۱۸۱۸)، شاعر

## سال ۱۸۲۰ تا ۱۸۲۹ میلادی
- اوژن فرومنتن (۱۸۷۶–۱۸۲۰)
- امیل اوژیه (۱۸۸۹–۱۸۲۰)
- شارل بودلر (۱۸۶۷–۱۸۲۱)
- گوستاو فلوبر (۱۸۸۰–۱۸۲۱)
- ژول شانفلوری (۱۸۸۹–۱۸۲۱)
- ادموند دوگنکور (۱۸۹۶–۱۸۲۲)
- ارکمن شاترین (۱۸۹۹–۱۸۲۲)
- لوئی منار (۱۹۰۱–۱۸۲۲)
- تئودور دو بانویل (۱۸۹۱–۱۸۲۳)
- ارنست رنان (۱۸۹۲–۱۸۲۳)
- تئودور باریر (۱۸۷۷–۱۸۲۳)
- زاویه دو مونتپن (۱۹۰۲–۱۸۲۳)
- الکساندر دوما (پسر) (۱۸۹۵–۱۸۲۴)
- شارل دو کوسته (۱۸۷۹–۱۸۲۷)
- اکتاو لاکروا (۱۹۰۱–۱۸۲۷)
- اوژن شاوت (۱۹۰۲–۱۸۲۷)
- ادمون ابو (۱۸۸۵–۱۸۲۸)
- ایپولیت تن (۱۸۹۳–۱۸۲۸)
- ژول ورن (۱۹۰۵–۱۸۲۸)
- زنائید فلوریو (۱۸۹۰–۱۸۲۹)

## سال ۱۸۳۰ تا ۱۸۳۹ میلادی
- نوما-دنی فوستل دو کولانژ، (۱۸۸۹–۱۸۳۰)، مورخ
- هکتور مالو، (۱۹۰۷–۱۸۳۰)، رمان‌نویس
- آنری روشفور، (۱۹۱۳–۱۸۳۰)، روزنامه‌نگار و سیاستمدار
- رائول دو ناوری، (۱۸۸۵–۱۸۳۱)، رمان‌نویس
- ویکتورین ساردو، (۱۹۰۸–۱۸۳۱)، نمایش‌نامه نویس
- امیل گابوریو، (۱۸۷۳–۱۸۳۲)، محقق
- لئون گوتیه، (۱۸۹۷–۱۸۳۲)، مورخ
- ژول واله، (۱۸۸۵–۱۸۳۲)، نویسنده و روزنامه‌نگار
- ژی برونو، (۱۹۲۳–۱۸۳۳)، نویسنده
- ادوار پایورون، (۱۸۹۹–۱۸۳۴)، نمایش‌نامه نویس، شاعر و روزنامه‌نگار
- ژان-ماری دگینیه، (۱۹۰۵–۱۸۳۴)، نویسنده
- اوژن لو روا، (۱۹۰۷–۱۸۳۶)، نویسنده
- لوئیز درووه، (۱۸۹۸–۱۸۳۶)، رمان‌نویس
- آنری بک، (۱۸۹۹–۱۸۳۷)، نمایش‌نامه نویس
- آگوست دو ویلیر دو لیل‌آدام، (۱۸۸۹–۱۸۳۸)، نویسنده، شاعر، رمان‌نویس و نمایش‌نامه نویس
- سولی پرودوم (۱۹۰۷–۱۸۳۹)
- ژول لرمینا، (۱۹۱۳–۱۸۳۹)، رمان‌نویس و روزنامه‌نگار

## سال ۱۸۴۰ تا ۱۸۴۹ میلادی
- آلفونس دوده (۱۸۹۷–۱۸۴۰)
- امیل زولا (۱۹۰۲–۱۸۴۰)
- ژول کلارتی، (۱۹۱۳–۱۸۴۰)، مورخ، رمان‌نویس و نمایش‌نامه نویس
- شارل کرو، (۱۸۸۸–۱۸۴۲)، شاعر و مخترع
- استفان مالارمه (۱۸۹۸–۱۸۴۲)
- ژوزه-ماریا دو اردیا، (۱۹۰۵–۱۸۴۲)، شاعر
- فرانسوا کوپه، (۱۹۰۸–۱۸۴۲)، نویسنده و شاعر
- پل آرن، (۱۸۹۶–۱۸۴۳)، نویسنده و شاعر
- پل ورلن (۱۸۹۶–۱۸۴۴)
- آناتول فرانس (۱۹۲۴–۱۸۴۴)
- تریستان کوربیر، (۱۸۷۵–۱۸۴۵)، شاعر
- موریس روولینا، (۱۹۰۳–۱۸۴۶)، شاعر
- اتین روشور، (۱۹۰۶–۱۸۴۶)، نویسنده
- لئون بلوا، (۱۹۱۷–۱۸۴۶)، نویسنده، مقاله‌نویس و روزنامه‌نگار
- امیل فاگه، (۱۹۱۶–۱۸۴۷)، نویسنده و منتقد ادبی
- یوریس کارل هویسمانس (۱۹۰۷–۱۸۴۸)
- آگوست آنژلیه، (۱۹۱۱–۱۸۴۸)، شاعر
- اکتاو میربو (۱۹۱۷–۱۸۴۸)
- ژرژ دو پیربرون، (۱۹۱۷–۱۸۴۸)، رمان‌نویس
- ژرژ اونه، (۱۹۱۸–۱۸۴۸)، رمان‌نویس
- ادگار لا سلو، (۱۸۹۲–۱۸۴۹)، نویسنده
- سیبیل گابریل ماری آنتوانت ریکوتی دو میربو، (۱۹۳۲–۱۸۴۹)، رمان‌نویس
- ژان ریشپن، (۱۹۲۶–۱۸۴۹)، شاعر، رمان‌نویس و نمایش‌نامه نویس
- ژرژ دو پورتو-ریش، (۱۹۳۰–۱۸۴۹)، رمان‌نویس و نمایش‌نامه نویس
- پل کونیسه-کارنو، (۱۹۱۹–۱۸۴۹)، نویسنده، حقوقدان و سیاستمدار

## سال ۱۸۵۰ تا ۱۸۵۹ میلادی
- گی دو موپاسان (۱۸۹۳–۱۸۵۰)
- پیر لوتی (۱۹۲۳–۱۸۵۰)
- ژرمن نوو، (۱۹۲۰–۱۸۵۱)، شاعر
- آگوست ژرار، (۱۹۲۲–۱۸۵۲)، نویسنده و دیپلمات
- المیر بورژ، (۱۹۲۵–۱۸۵۲)، رمان‌نویس و روزنامه‌نگار
- پل بورژه، (۱۹۳۵–۱۸۵۲)، نویسنده و مقاله‌نویس
- ژان-لوئی دوبو دو لافوره، (۱۹۰۲–۱۸۵۳)، نویسنده
- موریس رولینا، (۱۹۰۳–۱۸۵۳)، شاعر
- آرتور رمبو (۱۸۹۱–۱۸۵۴)
- آلفونس آله، (۱۹۰۵–۱۸۵۴)، نویسنده، روزنامه‌نگار و فکاهی‌نویس
- لورن تلاد، (۱۹۱۹–۱۸۵۴)، شاعر
- ژرژ رودنباخ، (۱۸۹۸–۱۸۵۵)، شاعر، رمان‌نویس و نمایش‌نامه نویس
- امیل وراران، (۱۹۱۶–۱۸۵۵)، شاعر و نمایش‌نامه نویس
- ژان پاپادیامانتوپولوس (ژان موره‌آ)، (۱۹۱۰–۱۸۵۶)، نویسنده و شاعر
- پیر دکورسل، (۱۹۲۶–۱۸۵۶)، نویسنده و نمایش‌نامه نویس
- گوستاو لانسون، (۱۹۳۴–۱۸۵۷)، مورخ و منتقد ادبی
- نیل دوف، (۱۹۴۲–۱۸۵۸)، رمان‌نویس
- آلبر سامن، (۱۹۰۰–۱۸۵۸)، شاعر
- ژول لمائیتر، (۱۹۱۵–۱۸۵۸)، نویسنده و منتقد تئاتر
- رمی دو گورمون، (۱۹۱۵–۱۸۵۸)، نویسنده و منتقد هنری
- امیل دورکیم (۱۹۱۷–۱۸۵۸)
- آلفرد کاپو، (۱۹۲۲–۱۸۵۸)، رمان‌نویس، روزنامه‌نگار و نمایش‌نامه نویس
- ژرژ کورتلین، (۱۹۲۹–۱۸۵۸)، رمان‌نویس و نمایش‌نامه نویس
- آناتول لو براز، (۱۹۲۶–۱۸۵۹)، نویسنده
- گوستاو کان، (۱۹۳۶–۱۸۵۹)، شاعر منتقد هنری
- هانری برگسون (۱۹۴۱–۱۸۵۹)

## سال ۱۸۶۰ تا ۱۸۶۹ میلادی
- ژول لافورگ، (۱۸۸۷–۱۸۶۰)، نویسنده و شاعر
- پل مارگریت، (۱۹۱۸–۱۸۶۰)، نویسنده
- میشل زواگو (۱۹۱۸–۱۸۶۰)
- سن‌پل‌رو، (۱۹۴۰–۱۸۶۱)، نویسنده
- پل ادم، (۱۹۲۰–۱۸۶۲)، شاعر و نمایش‌نامه نویس
- لئو کلارتی، (۱۹۲۴–۱۸۶۲)، روزنامه‌نگار، رمان‌نویس و منتقد ادبی
- ژرژ دارین، (۱۹۲۱–۱۸۶۲)، رمان‌نویس و نمایش‌نامه نویس
- ژرژ فیدو، (۱۹۲۱–۱۸۶۲)، نمایش‌نامه نویس
- موریس بارس، (۱۹۲۳–۱۸۶۲)، نویسنده و روزنامه‌نگار
- رنه گیل، (۱۹۲۵–۱۸۶۲)، شاعر
- مکس السکان، (۱۹۳۱–۱۸۶۲)، شاعر
- موریس مترلینک (۱۹۴۹–۱۸۶۲)
- استوار مریل، (۱۹۱۵–۱۸۶۳)، نویسنده و شاعر
- شارل لو گوفیک، (۱۹۳۲–۱۸۶۳)، شاعر، رمان‌نویس و منتقد ادبی
- مارگریت اودو، (۱۹۳۷–۱۸۶۳)، نویسنده
- ژول رنار، (۱۹۱۰–۱۸۶۴)، نویسنده
- آنری دو رنیه، (۱۹۳۶–۱۸۶۴)، نویسنده، شاعر و رمان‌نویس
- موریس لوبلان، (۱۹۴۱–۱۸۶۴)، رمان‌نویس
- ژرژ-آلبر اوریه، (۱۸۹۲–۱۸۶۵)، نویسنده، شاعر، منتقد و نظریه‌پرداز
- رومن رولان (۱۹۴۴–۱۸۶۶)
- تریستان برنار، (۱۹۴۷–۱۸۶۶)، رمان‌نویس و نمایش‌نامه نویس
- رنه بوالسو، (۱۹۲۶–۱۸۶۷)، نویسنده
- لئون دوده (۱۹۴۲–۱۸۶۷)
- ژئان-ریکتوس، (۱۹۳۳–۱۸۶۷)، شاعر
- اوگ ربل، (۱۹۰۵–۱۹۶۷)، نویسنده
- مارسل شووب، (۱۹۰۵–۱۸۶۷)، نویسنده، شاعر و مترجم
- پل-ژان توله، (۱۹۲۰–۱۸۶۷)، نویسنده و شاعر
- الکساندرا داوید نل (۱۹۶۹–۱۸۶۸)
- ادمون روستان، (۱۹۱۸–۱۸۶۸)، نویسنده و شاعر
- گاستون لورو (۱۹۲۷–۱۸۶۸)
- شارل مورا، (۱۹۵۲–۱۸۶۸)، نویسنده، شاعر، روزنامه‌نگار و سیاستمدار
- موریس شامپانی، (۱۹۵۱–۱۸۶۸)، نویسنده
- فرانسیس ژام، (۱۹۳۸–۱۸۶۸)، شاعر، رمان‌نویس، نمایش‌نامه نویس و منتقد
- امیل شارتیه، (۱۹۵۱–۱۸۶۸)، فیلسوف و روزنامه‌نگار
- پل کلودل، (۱۹۵۵–۱۸۶۸)، شاعر، نمایش‌نامه نویس، مقاله‌نویس و دیپلمات
- آندره آسپیر، (۱۹۶۶–۱۸۶۸)، نویسنده و شاعر
- امیل بودن، (۱۹۲۳–۱۸۶۹)، نویسنده
- گاستون آرمان دو کیاوه، (۱۹۱۵–۱۸۶۹)، نمایش‌نامه نویس
- آندره ژید (۱۹۵۱–۱۸۶۹)

## سال ۱۸۷۰ تا ۱۸۷۹ میلادی
- پیر لوئی، (۱۹۲۵–۱۸۷۰)، شاعر و رمان‌نویس
- ژاک بولنژه، (۱۹۴۴–۱۸۷۰)، مورخ، منتقد ادبی و روزنامه‌نگار
- هانری بردو، (۱۹۶۳–۱۸۷۰)، نویسنده و وکیل
- آرتور برند، (۱۹۳۷–۱۸۷۱)، رمان‌نویس
- مارسل پروست (۱۹۲۲–۱۸۷۱)
- پل والری (۱۹۴۵–۱۸۷۱)
- آنری باتل، (۱۹۲۲–۱۸۷۲)، شاعر و نمایش‌نامه نویس
- روبر دو فلر، (۱۹۲۷–۱۸۷۲)، نمایش‌نامه نویس
- پل لئوتو، (۱۹۵۶–۱۸۷۲)، نویسنده
- لوئی ماندن، (۱۹۴۴–۱۸۷۲)، نویسنده
- پل فور، (۱۹۶۰–۱۸۷۲)، شاعر و نمایش‌نامه نویس
- آلفرد ژاری (۱۹۰۷–۱۸۷۳)
- شارل پگی، (۱۹۱۴–۱۸۷۳)، نویسنده، شاعر و مقاله‌نویس
- آنری باربوس، (۱۹۳۵–۱۸۷۳)، نویسنده
- فرانسوا-پل آلیبر، (۱۹۵۳–۱۸۷۳)، شاعر و روزنامه‌نگار
- سیدونی گابریل کولت (کولت) (۱۹۵۴–۱۸۷۳)
- شارل-لوئی فیلیپ، (۱۹۰۹–۱۸۷۴)، شاعر و رمان‌نویس
- امیل گیومن، (۱۹۵۱–۱۸۷۳)، نویسنده
- پیر سووستر، (۱۹۱۴–۱۸۷۴)، نویسنده، روزنامه‌نگار و وکیل
- آلبر تیبوده، (۱۹۳۶–۱۸۷۴)، منتقد ادبی
- لوسی دلارو-ماردرو، (۱۹۴۵–۱۸۷۴)، نویسنده، شاعر، روزنامه‌نگار، مورخ و مجسمه‌ساز
- مارک لوکلر، (۱۹۴۶–۱۸۷۴)، نویسنده، روزنامه‌نگار و بازیگر
- آنری ژان-ماری لوه، (۱۹۰۶–۱۸۷۴)، شاعر و مقاله‌نویس
- آنا دو نوآی، (۱۹۳۳–۱۸۷۶)، شاعر و رمان‌نویس
- ماکس ژاکوب (۱۹۴۴–۱۸۷۶)
- لئون-پل فارگو، (۱۹۴۷–۱۸۷۶)، نویسنده و شاعر
- پیر آلبر-بیرو، (۱۹۶۷–۱۸۷۶)، نویسنده و نمایش‌نامه نویس
- آلفونس دو بردنبک دو شاتوبریان، (۱۹۵۱–۱۸۷۷)، نویسنده و روزنامه‌نگار
- اسکار ونتسسلاس دو لوبیچ میلوش، (۱۹۳۹–۱۸۷۷)، شاعر
- ریمون روسل، (۱۹۳۳–۱۸۷۷)، شاعر، نویسنده و نمایش‌نامه نویس
- شارل-فردینان راموز، (۱۹۴۷–۱۸۷۸)، شاعر و نویسنده
- ویکتور سگالان، (۱۹۱۹–۱۸۷۸)، شاعر، رمان‌نویس، پزشک، باستان‌شناس و مردم‌نگار
- لئون ورت، (۱۹۵۵–۱۸۷۸)، رمان‌نویس، مقاله‌نویس، روزنامه‌نگار و منتقد
- آنری باشلن، (۱۹۴۱–۱۸۷۹)، شاعر و نویسنده
- آنری دو مونفرید، (۱۹۷۴–۱۸۷۹)، نویسنده و یماجراجو
- آندره ماری، (۱۹۶۲–۱۸۷۹)، نویسنده و منتقد ادبی
- امیل نئیگان، (۱۹۴۱–۱۸۷۹)، شاعر
- فرانسیس پیکابیا، (۱۹۵۳–۱۸۷۹)، نویسنده و نقاش

## سال ۱۸۸۰ تا ۱۸۸۹ میلادی
- ویلهلم آپولیناریس دو کوستروویتسکی (گیوم آپولینر) (۱۹۱۸–۱۸۸۰)
- ژاک دیسور، (۱۹۵۲–۱۸۸۰)، نویسنده و شاعر
- لوئی آمون، (۱۹۱۳–۱۸۸۰)، نویسنده
- فرانسیس دو میوماندر، (۱۹۵۹–۱۸۸۰)، نویسنده
- والری لاربو، (۱۹۵۷–۱۸۸۱)، نویسنده، شاعر، رمان‌نویس، مقاله‌نویس و مترجم
- روژه مارتن دو گار (۱۹۵۸–۱۸۸۱)
- آندره سالمون، (۱۹۶۹–۱۸۸۱)، نویسنده، شاعر، رمان‌نویس، روزنامه‌نگار و منتقد هنری
- ژروم کارکوپینو، (۱۹۷۰–۱۸۸۱)، مورخ
- کاترین پوتزی، (۱۹۳۴–۱۸۸۲)، نویسنده و شاعر
- ژان ژیرودو، (۱۹۴۴–۱۸۸۲)، رمان‌نویس، مقاله‌نویس، نمایش‌نامه نویس و دیپلمات
- فاطمه آیت منصور عمروش، (۱۹۶۷–۱۸۸۲)، نویسنده و شاعر
- آندره بیلی، (۱۹۷۱–۱۸۸۲)، نویسنده
- ماری نوئل، (۱۹۶۷–۱۸۸۳)، شاعر
- پییر مک‌اورلان، (۱۹۷۰–۱۸۸۳)، نویسنده، شاعر و مقاله‌نویس
- ژان مارکه، (۱۹۵۴–۱۸۸۳)، نویسنده
- ژول سوپرویل، (۱۹۶۰–۱۸۸۴)، شاعر و داستان‌نویس
- گاستون باشلار، (۱۹۶۲–۱۸۸۴)، ریاضی‌دان، فیزیک‌دان، شاعر، فیلسوف و معرفت‌شناس
- ژرژ دوامل، (۱۹۶۶–۱۸۸۴)، پزشک، نویسنده و شاعر
- ژاک شاردون، (۱۹۶۸–۱۸۸۴)، نویسنده
- ژان پولان، (۱۹۶۸–۱۸۸۴)، نویسنده و منتقد
- دنی آمیل، (۱۹۷۷–۱۸۸۴)، نویسنده، نمایش‌نامه نویس و منتقد تئاتر
- الکساندر آرنو، (۱۹۷۳–۱۸۸۴)، رمان‌نویس و نمایش‌نامه نویس
- ژرژ ریبمون-دسنیه، (۱۹۷۴–۱۸۸۴)، نویسنده، شاعر، نمایش‌نامه نویس و نقاش
- ساشا گیتری، (۱۹۵۷–۱۸۸۵)، نمایش‌نامه نویس، بازیگر، فیلم‌نامه‌نویس و کارگردان
- آندره موروا، (۱۹۶۷–۱۸۸۵)، مقاله‌نویس
- فرنان کروملنک، (۱۹۷۰–۱۸۸۵)، نویسنده، بازیگر و کارگردان
- ژول رومن، (۱۹۷۲–۱۸۸۵)، نویسنده، شاعر و نمایش‌نامه نویس
- مارت بیبسکو، (۱۹۷۳–۱۸۸۵)، رمان‌نویس و مقاله‌نویس
- آلبر تسرستوان، (۱۹۷۴–۱۸۸۵)، نویسنده
- ژان پلرن، (۱۹۲۱–۱۸۸۵)، شاعر
- آنری فورنیه (آلن فورنیه) (۱۹۱۴–۱۸۸۶)
- فرانسیس کارکو، (۱۹۵۸–۱۸۸۶)، نویسنده، شاعر، روزنامه‌نگار و ترانه‌سرا
- پییر بنوا، (۱۹۶۲–۱۸۸۶)، نویسنده
- ژنویو فوکونیه، (۱۹۶۹–۱۸۸۶)، نویسنده
- رولان دورژله، (۱۹۷۳–۱۸۸۶)، نویسنده و روزنامه‌نگار
- فلیکس دو شازورن، (۱۹۴۰–۱۸۸۷)، نویسنده و بازرگان
- آنری پورا، (۱۹۵۹–۱۸۸۷)، نویسنده
- ژان دو لا وارند، (۱۹۵۹–۱۸۸۷)، رمان‌نویس و منتقد ادبی
- بلز ساندرار، (۱۹۶۱–۱۸۸۷)، نویسنده، شاعر و روزنامه‌نگار
- فرانسوا موریاک (۱۹۷۰–۱۸۸۷)
- الکسی لژه (سن‌ژون پرس) (۱۹۷۵–۱۸۸۷)
- پیر ژان ژوو، (۱۹۷۶–۱۸۸۷)، نویسنده، شاعر، رمان‌نویس، مقاله‌نویس و مترجم
- مارسل مارتینه، (۱۹۴۴–۱۸۸۷)، نویسنده
- ژرژ برنانوس، (۱۹۴۸–۱۸۸۸)، نویسنده
- آنری بوسکو، (۱۹۷۶–۱۸۸۸)، رمان‌نویس
- پل موران، (۱۹۷۶–۱۸۸۸)، نویسنده
- مارسل ژواندو، (۱۹۷۹–۱۸۸۸)، نویسنده
- ژاک دو لاکروتل، (۱۹۸۵–۱۸۸۸)، نویسنده
- ژاک پرادو، (۱۹۲۸–۱۸۸۹)، شاعر
- شارل سیلوستر، (۱۹۴۸–۱۸۸۹)، رمان‌نویس
- تریستان دورم، (۱۹۴۱–۱۸۸۹)، نویسنده
- پیر روردی، (۱۹۶۰–۱۸۸۹)، شاعر
- امیل آنریو، (۱۹۶۱–۱۸۸۹)، روزنامه‌نگار و منتقد ادبی

## سال ۱۸۹۰ تا ۱۸۹۹ میلادی
- موریس ژنووا، (۱۹۸۰–۱۸۹۰)، شاعر و رمان‌نویس
- ویکتور سرژ (۱۹۴۷–۱۸۹۰)
- موریس بلانشار، (۱۹۶۰–۱۸۹۰)، شاعر و مهندس هوافضا
- مکس ارنست (۱۹۷۶–۱۸۹۱)
- ژان کوکتو (۱۹۶۳–۱۸۹۲)
- پیر دریو لا روشل، (۱۹۴۵–۱۸۹۳)، نویسنده
- کلود کائون، (۱۹۵۴–۱۸۹۴)، نویسنده
- لوئی فردینان سلین (۱۹۶۱–۱۸۹۴)
- ژوزف دلتی، (۱۹۷۸–۱۸۹۴)، شاعر
- روژه ورسل، (۱۹۵۷–۱۸۹۴)، نویسنده
- اوژن گریندل (پل الوار) (۱۹۵۲–۱۸۹۵)
- ژان ژیونو، (۱۹۷۰–۱۸۹۵)، نویسنده و فیلم‌نامه‌نویس
- گابریل شوالیه، (۱۹۶۹–۱۸۹۵)، روزنامه‌نگار و طراح
- ژان د والیر، (۱۹۷۰–۱۸۹۵)، نویسنده، کارگردان و فیلم‌نامه‌نویس
- مارسل پانیول، (۱۹۷۴–۱۸۹۵)، نویسنده، نمایش‌نامه نویس و فیلم‌ساز
- آلبر کوئان، (۱۹۸۱–۱۸۹۵)، شاعر و نمایش‌نامه نویس
- آنتونن آرتو، (۱۹۴۸–۱۸۹۶)، نویسنده، شاعر و مقاله‌نویس
- آندره برتون (۱۹۶۶–۱۸۹۶)
- آنری دو مونرلان، (۱۹۷۲–۱۸۹۵)، نویسنده
- تریستان تزارا، (۱۹۶۳–۱۸۹۶)، نویسنده، شاعر و مقاله‌نویس
- لوئی آراگون (۱۹۸۲–۱۸۹۷)
- ژرژ باتای (۱۹۶۲–۱۸۹۷)
- ژوئه بوسکه، (۱۹۵۰–۱۸۹۷)، شاعر
- کیکو یاماتا، (۱۹۷۵–۱۸۹۷)، نویسنده
- فیلیپ سوپو، (۱۹۹۰–۱۸۹۷)، نویسنده، شاعر و روزنامه‌نگار
- مارسل تیری، (۱۹۷۷–۱۸۹۷)، نویسنده
- امانوئل بوو، (۱۹۴۵–۱۸۹۸)، نویسنده
- اوژن دابی، (۱۹۳۶–۱۸۹۸)، نویسنده
- بنژامن فوندان، (۱۹۴۴–۱۸۹۸)، فیلسوف، شاعر، مقاله‌نویس، نمایش‌نامه نویس و فیلم‌ساز
- میشل دو گلدرود، (۱۹۶۲–۱۸۹۸)، نویسنده و شاعر، قصه‌گوی
- روبر گوفن، (۱۹۸۴–۱۸۹۸)، نویسنده و شاعر
- فیلیپ آریا، (۱۹۷۱–۱۸۹۸)، نویسنده
- ژوزف کسل (۱۹۷۹–۱۸۹۸)
- پل ویالار، (۱۹۹۶–۱۸۹۸)، نویسنده
- ژئو نورژ، (۱۹۹۰–۱۸۹۸)، شاعر
- روژه ویتراک، (۱۹۵۲–۱۸۹۹)، شاعر و نمایش‌نامه نویس
- ژاک اودیبرتی، (۱۹۶۵–۱۸۹۹)، نویسنده، شاعر و نمایش‌نامه نویس
- مارسل آشار، (۱۹۷۴–۱۸۹۹)، بازیگر، نمایش‌نامه نویس، فیلم‌نامه‌نویس و کارگردان
- لوئی گییو، (۱۹۸۰–۱۸۹۹)، نویسنده و مترجم
- آنری میشو (۱۹۸۴–۱۸۹۹)
- مارسل آرلان، (۱۹۸۶–۱۸۹۹)، رمان‌نویس، مقاله‌نویس و منتقد ادبی
- آرمان سالاکرو، (۱۹۸۹–۱۸۹۹)، نمایش‌نامه نویس
- فرانسیس پونژ، (۱۹۸۸–۱۸۹۹)، شاعر